# Rodrigo Sánchez de Mercado

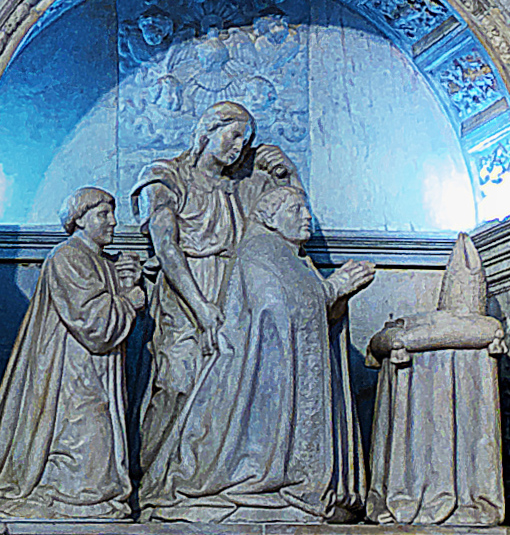
La Sabiduría entre los hermanos Sancho y Rodrigo. Sepulcro de Rodrigo en la capilla de la Piedad, Iglesia de San Miguel Arcángel de Oñate.

Rodrigo Sánchez de Mercado de Zuazola o Rodrigo Mercado de Zuazola (Oñate, c., 1460-1470-Valladolid, 28 de enero de 1548) fue un religioso católico español, obispo de Mallorca (1511-1530) y de Ávila (1530-1548). Fue un hombre influyente en la corte castellana y fundador también de la Universidad de Oñate.

## Biografía
Hay una descripción suya de Lucio Marineo Sículo; dice que era un hombre de gran estatura, de rostro hermoso y blanco, y de un excelente ingenio. Sánchez de Mercado fue un gran erudito, estudió Derecho civil y canónico en la Universidad de Huesca, donde se doctoró y fue colegial mayor y catedrático. Más tarde, estudió en el Colegio Mayor de San Bartolomé de la Universidad de Salamanca. Fue un hombre de mente preclara, con una gran memoria y gran orador, versado en letras, derecho, teología, cosmografía y filosofía.
Gracias a sus conocimientos rápidamente ascendió desde su posición como beneficiado y rector de la parroquia de San Miguel de Oñate, tanto dentro de la Iglesia como también en el terreno político. En 1498 se trasladó a Valencia donde fue inquisidor y, al año siguiente, reconocido como doctor de su universidad. Como inquisidor fue miembro del Consejo de la Suprema Inquisición en Castilla y prefecto general en el de la Corona de Aragón. Reunió una gran fortuna fruto de las donaciones de los Reyes Católicos a partir de bienes confiscados a los judíos. Ocupó, también, la abadía de las colegiatas de San Isidoro, en León, y de Santa Marta, en Astorga. En 1509 también fue canónigo en la catedral de Zamora y prepósito de la de Valencia. En 1511 fue nombrado obispo de Mallorca, al ser trasladado su titular a la diócesis de Segovia.
Fue un hombre de gran influencia en la corte y recibió muchos favores y cargos, tanto de carácter eclesiástico como públicos. El emperador Carlos I le nombró presidente de la Real Chancillería de Granada, al tiempo que su consejero. En 1520 fue asesor del virrey de Navarra, Antonio Manrique de Lara. Promovido al obispado de Ávila en 1530, fue gran admirador del cardenal Francisco Jiménez de Cisneros, al que emuló creando la Universidad de Oñate. Obtuvo el permiso de fundar el Colegio Mayor del Santo Espíritu y su universidad por bula del papa Pablo III. El obispo corrió con los gastos e hizo donación de las rentas y bienes necesarios para su mantenimiento y, finalmente, el 6 de enero de 1542, donó todos sus bienes a la universidad.
Fundó también el claustro y la capilla de la piedad de la antigua iglesia de San Miguel en Oñate. Sánchez de Mercado murió en Valladolid el 29 de enero de 1548, siendo enterrado en la capilla que él había fundado, y donde se había hecho construir un mausoleo.
| Predecesor: Diego de Ribera y de Toledo | Obispo de Mallorca 1511-1530 | Sucesor: Agostino de Grimaldis     |
| Predecesor: Francisco Ruiz              | Obispo de Ávila 1530-1548    | Sucesor: Diego de Álava y Esquivel |